# Филип II фон Еберщайн-Вертенщайн
Филип II фон Еберщайн-Вертенщайн-Фрауенбург (на немски: Philipp II von Eberstein in Wertenstein, Frauenburg; * 1570; † 1609) от швабския благороднически род Еберщайн, е граф на Еберщайн във Вертенщайн и Фрауенбург в Горна Бавария.

## Произход
Той е най-големият син на граф Ханс Бернхард фон Еберщайн (* 1545; † 11 април 1574) и съпругата му Маргарета фон Диц (1544 – 1608), дъщеря на ландграф Филип I фон Хесен-Касел (1504 – 1567) и (морганатичен брак) втората му съпруга Маргарета фон дер Заале (1522 – 1566). Майка му се омъжва втори път на 10 август 1577 г. във Фрауенберг за померанския граф Стефан Хайнрих фон Еверщайн-Кваркенбург (1543 – 1613). По-малкият му брат Йохан Якоб II фон Еберщайн (1574 – 1638) е граф на Еберщайн, господар на Ной-Еберщайн.

## Фамилия
Филип II фон Еберщайн-Вертенщайн-Фрауенбург се жени за Филипа Барбара фон Флекенщайн († пр. 1637), дъщеря на фрайхер Филип Волфганг фон Флекенщайн († 1618) и Анна Александрия фон Раполтщайн (1565 – 1610). Те имат две деца:
- Йохан Филип фон Еберщайн-Вертенщайн-Фрауенбург († 10/20 юни 1622, Хьохст)
- Мария фон Еберщайн († 1642)

Вдовицата му Филипа Барбара фон Флекенщайн се омъжва втори път на 21 юли 1623 г. за вилд-и Рейнграф Ото II фон Кирбург († 1637).